# Ema Božićevićová
Ema Božićevićová, rozená Krajnovićová (18. února 1879 Ogulin – 1. prosince 1942 Záhřeb) byla chorvatská spisovatelka.

## Životopis
Ema chodila na základní a občanskou školu v Ogulinu. V roce 1903 se provdala za matematika Juraje Božičeviće. Žila v Dubrovníku a Splitu a od roku 1919 v Záhřebu.
Vydala několik povídek pro děti, mládež i dospělé a také romantický román Alemka. První dvě povídky Kako Bariša je uado kćer a Udovica (Vdova), které byly přeloženy do češtiny, vznikly ve spolupráci s Milanem Begovićem (Narodne novine, 1909, 23–24 a 157–158). Svou první samostatnou povídku Zašto?... vydala ve Smotře dalmatinské (1910). Příležitostně spolupracovala na publikacích Mladi Hrvat (1911), Hrvatska prosvjeta (1914), Danica (kalendář, 1915), Krijes (1917–1918), Smilje (1917–1918, 1921–1922), Savremenik (1918), Ženski list (1937). V jejích prózách si kritici všimli jednoduchosti a banality motivů a slabin ve strukturování děje.
Bývala učitelka a vychovatelka v hraběcí záhřebské rodině. Používala pseudonymy E. B. a Xeres. K jejím druhům patřili spisovatelé Josif Draženović, Juraj Turić, Nikola Kokotić, Leskova, Bogdan Krčmarić, Darosin Trstenjak, Ivan Lepušić, Milan Grlović, Carić aj. "Nejvnitřnější její vlohou je však prostá lidová malůvka, venkovský obrázek mravoličný nebo situační humoreska, již ráda zabarvuje mírným národopisem."

## Dílo
- Čarobni svijet. Zagreb 1916
- Alemka. Split 1918
- U carstvu ispunjenih želja. Dubrovnik 1923

### V češtině
- Vdova – in: 1000 nejkrásnějších novel... č. 95; úvod František Sekanina; přeložil Andrija Bortulin. Praha: J. R. Vilímek, 1916